# ヘンリー・ホーフト
ヘンリー・ホーフト（Henri Hooft、1969年5月21日 - ）は、オランダの格闘技トレーナー、元キックボクサー。キルクリフFCの創設者兼ヘッドトレーナー。元ブラックジリアンズのヘッドトレーナー。

## 来歴
15歳で格闘技に興味を持ち、兄と一緒にフルコンタクト空手のトレーニングを始め、後にキックボクシングに転向した。18歳の時にロブ・カーマンから誘いを受けトレーニングのためにタイへ行きムエタイに出会った。
ホーフトはトレーナーをしながらプロデビューし、オランダのキックボクシングとムエタイの長所を組み合わせて独自のファイティングシステムを作り上げた。日本でも試合を行っており1999年12月5日のK-1 GRAND PRIX '99でステファン・レコと対戦し、後ろ回し蹴りでKO負けしている。
2004年、ピーター・アーツのスパーリングパートナー兼トレーナーとしてチーム・アーツに加わり、アムステルダムのコップス・ジムでヤン・プラスの下でトレーニングを行った。2007年に現役を引退し、トレーナーに転身した。
2011年、タイロン・スポーンに誘われアメリカ合衆国フロリダ州のブラックジリアンズで打撃コーチに就いた。
2017年、ブラックジリアンズから独立し、自身のジム「コンバット・クラブ」を設立。後に「ハードノックス365」、「サンフォードMMA」（現キルクリフFC）を設立した。